# Кёлер, Алекс
Алекс Кёлер (англ. Alex Koehler) (род. 16 апреля 1991, Солт-Лейк-Сити, Юта, США) — американский музыкант и бывший вокалист метал-группы Chelsea Grin. В 2018 году основал сольный проекта рэп-метал Grudges. В 2024-м создал метал-группа Ameonna, состоявшую в основном из бывших участников Chelsea Grin.

## Раннее творчество

### Биография
Алекс Кёлер родился 16 апреля 1991 года в Солт-Лейк-Сити в семье водителя-железнодорожника Виктора Кёлера (1967—2023) и бухгалтера Дженни Кёлер (род. 1973) . У него есть брат Том — бизнесмен. Окончив 9 классов, получил среднее техническое музыкальное образование, по профессии — вокал.
В ранние годы работал радиомехаником, а затем электромонтёром. В детстве научился играть на гитаре. Тяжёлой музыкой начал увлекаться ещё в школьно-студенческие годы. Предподчитает хип-хоп и рэп.
В 2007 году Алекс Кёлер вместе с бас-гитаристом Остином Мартикорена и гитаристом Майклом Стаффордом создал коллектив под названием Ahaziah, в 2008 году переименованный в Chelsea Grin.
После записи дебютного альбома Desolation of Eden группа отправилась в свой первый американский тур вместе с Dr. Acula, American Me и Attila. Desolation of Eden был выпущен 16 февраля 2010 и достиг 21 позиции в чарте The Billboard Top Heatseekers и в первую же неделю был продан тиражом 1500 копий. С таким успехом дебюта группу похвалили Alternative Press и другие газеты всемирного масштаба.  
В августе 2010 года во время концерта в Ричмонде, вокалист Алекс Кёлер сломал челюсть в трёх местах. Он покинул место, чтобы получить хирургическую помощь. Ему была сделана операция. Несмотря на это, группа по-прежнему участвует в двухнедельном туре вместе с Blind Witness и Attila в течение сентября 2010 года, когда вокалист был заменён на Адама Уоррена из группы Oceano.
Chelsea Grin закончили работу над своим вторым полноформатным альбомом в июне 2011 года, который получил название My Damnation. Он был выпущен в следующем месяце 19 июля 2011 года. 17 апреля Artery Recordings выпустили заглавный трек как сингл с альбома. Песня «All Hail The Fallen Кing» была записана с Филом Бозманом, вокалистом Whitechapel, до премьеры выхода пластинки.
Chelsea Grin отправились в тур в поддержку альбома с группами Emmure и Attila, до того как были внесены в All Stars Tour, в котором также участвовали After the Burial, Born of Osiris и Motionless in White.
Альбом Evolve был выпущен 19 июня 2012. Artery Recordings опубликовали песню «Lilith» с грядущего EP 9 мая 2012. Это первый релиз, где группа использовала чистый вокал самого вокалиста.
Группа вошла в студию в конце ноября 2013, после 2 лет с момента записи последнего альбома. Новый альбом получил название Ashes to Ashes и был выпущен 8 июля 2014 года под лейблом Artery Recordings/Razor & Tie. Сингл под названием Letters был выпущен 17 декабря 2013. Альбом продюсировали Chelsea Grin и Диего Фариас, гитарист группы Volumes. Группа также сообщила: «В альбоме содержится такой же материал, как в Desolation of Eden, My Damnation и Evolve». Сам вокалист утверждает, что лирика на Ashes to Ashes более позитивная, чем на других альбомах. Алекс описывает альбом как «безжалостно тяжёлый, с оттенком мелодии».

## Проблемы со здоровьем, уход из Chelsea Grin, дальнейшее творчество
В 2018 году стало известно об уходе Алекса Кёлера из состава Chelsea Grin, на его место пришел экс-вокалист группы Lorna Shore Том Барбер. Новость появилась после выхода сингла Chelsea Grin — Dead Rose с новым вокалистом и появлением на свет нового проекта Алекса — Grudges, и выхода сингла Misery.
Группа рассталась со своим вокалистом без конфликтов, а причиной ухода стало алкогольная зависимость Алекса, депрессия и казусы на концертах. По словам самого Алекса, он не помнит последних концертов, где бы он не был пьян.
Алекса на реабилитацию от алкогольной зависимости отправили его родители, после чего Алекс понял, что у него действительно есть проблемы, с которыми он не в силах справиться.
В 2018 году планировался новый альбом Chelsea Grin, но из-за состояния Алекса группа не могла начать подготовку к записи. Группа решила навестить Алекса в лечебнице, обсудить сложившуюся ситуацию и возможные варианты для группы, после чего было принято коллективное решение — Алекс уходит из группы, а ему на замену приходит новый вокалист.
Лечение Алекса прошло успешно, он полностью завязал с алкоголем, посвятил себя спорту и своему сольному проекту Grudges.

## Grudges (2018)
Новый сольный проект экс-вокалиста любимой среди тяжелой музыки группы Chelsea Grin был воспринят фанатами положительно. Сингл Misery сочетал в себе всё то, за что Алекс полюбился публике будучи фронтменом Chelsea Grin — скрим, гроул, тяжелые мотивы и feat с клавишницей misstiq. В сингле так же было заметно желание Алекса сменить жанр, добавив в сольный проект речитатив. Дальнейшие синглы Grudges не имели в себе тяжелого инструментала, а целиком отошли от амплуа deathcore в сторону популярного жанра хип-хоп.

## Ameonna (2024)
В 2024 году Алекс создает дэткор-группу Ameonna, в основном состоящую из бывших участников Chelsea Grin.
В марте 2025 года Алекс Кёлер попал в реанимацию с отравлением угарным газом, но сообщил о своём выздоровлении.

## Дискография
В составе Chelsea Grin:
- 2008 - Chelsea Grin (EP)
- 2010 - Desolation Of Eden
- 2011 - My Damnation
- 2012 - Evolve (EP)
- 2014 - Ashes To Ashes
- 2016 - Self Inflicted

В составе Grudges:
- 2018 - Deadass (Single)
- 2019 - 100 empty bottles (Single)
- 2019 - Mercy (Single)
- 2019 - Devils Don't Cry (Single)

В составе Ameonna:
- 2024 - Goddess Wept (EP)
- 2024 - Goddess Reign (EP)
- 2025 - The Birth Of Death (EP)

## Личная жизнь
У Алекса есть девушка, с которой он часто публикует фото в Instagram. У пары родилась дочь, но позже они расстались и дочь осталась жить с мамой. 